# Telitoxicum inopinatum
Telitoxicum inopinatum är en tvåhjärtbladig växtart som beskrevs av Harold Norman Moldenke. Telitoxicum inopinatum ingår i släktet Telitoxicum och familjen Menispermaceae. Inga underarter finns listade i Catalogue of Life.